# 1356年金玺诏书
《1356年金玺诏书》（德語：Goldene Bulle）是由神圣罗马帝国皇家议会在纽伦堡帝国议会和1356年至1357年梅斯帝國議會上通过，由皇帝查理四世颁布的一份诏书。它是神圣罗马帝国其后400年政治结构的宪政文件。在盖上神圣罗马皇帝金玺后，这份文件又被称作《金玺诏书》。
2013年6月，金玺诏书被联合国教育、科学及文化组织列入世界记忆计划之中。

## 背景
根据《1356年金玺诏书》原文：
为保证选侯之间的团结，实现无异议的皇帝选举，并对所有可能出现的不和谐行为以及由此引发的各种危险采取一切必要的措施，我们推荐并下令颁布这项法律的修订。
尽管对罗马人的国王的选举权已经赋予帝国内宗教或世俗的主要诸侯，但争议与分歧从来没有停止过。尤其是教宗对选王的干扰导致了许多争议。例如，1314年，巴伐利亚的路易与奥地利的腓特烈同时被帝国境内对立的诸侯选为罗马人的国王。路易最终在战场上战胜了他的对手，并尝试在1338年颁布的伦斯宣言中将选王的过程制度化，以排除教宗的干扰并限制选侯的权利。作为路易的继任者，查理四世在《1356年金玺诏书》中更精确地贯彻了这些原则。

## 选帝侯
首先，《1356年金玺诏书》明确规定了帝国内七位选侯（德語：Kurfürsten）和他们礼节性的宫廷职务（德語：：
| 类别     | 选侯                | 宫廷职务     |
| -------- | ------------------- | ------------ |
| 宗教选侯 | 美因茨總教區總主教  | 德意志大宫相 |
| 宗教选侯 | 科隆總教區總主教    | 意大利大宫相 |
| 宗教选侯 | 特里尔總教區總主教  | 勃艮第大宫相 |
| 世俗选侯 | 波希米亚国王        | 大酒政       |
| 世俗选侯 | 莱茵-普法尔茨伯爵   | 大总管       |
| 世俗选侯 | 萨克森-维滕贝格公爵 | 大司马       |
| 世俗选侯 | 勃兰登堡藩侯        | 大司库       |

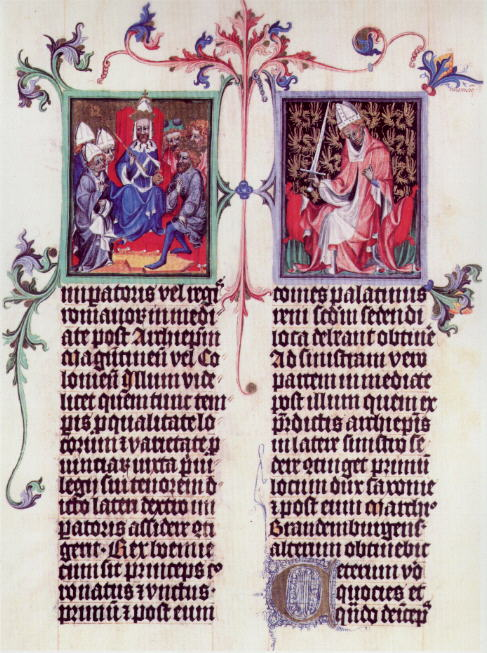
瓦茨拉夫四世的金玺诏书（约1400年），现存奥地利国家图书馆。

其次，帝国首次明确了多数投票表决原则。《1356年金玺诏书》规定，只要七位选侯中的多数四位表决同意就足以选出一个新的罗马人的国王；而剩余三位选侯无法阻碍这一既定事实。同时，该金玺诏书规定，选侯国不可均分继承（即采用长子继承制），帝国将在新选侯继承其位时实行监管，以确保选侯国永远不被均分。最后，《1356年金玺诏书》对确立了选侯的一系列特权，这对帝国境内自主独立的大诸侯具有里程碑式的意义，直到1648年威斯特伐利亚和约签订。
尽管各选侯之间的地位已经基于其顺序排列，但在某些议题上仍然充满争议，尤其是有关时任皇帝所属的卢森堡王朝的两个主要竞争对手时：
- 维特尔斯巴赫王朝：领有巴伐利亚公国及普法尔茨伯国。王朝分裂导致这两个地区分别由维特尔斯巴赫王朝的两支继承。1329年签订的帕维亚条约（英语：Treaty of Pavia (1329)）恢复了普法尔茨分支，并规定巴伐利亚支系和普法尔茨支系将在未来的皇帝选举中交替行使选侯权力。但是金玺诏书将选侯权力完全赋予了普法尔茨支系，剥夺了巴伐利亚支系的权力。其中一部分原因，是查理四世为了报复的前任皇帝兼竞争对手， 出自维特尔斯巴赫王朝巴伐利亚分支的路易四世。路易四世的儿子，巴伐利亚的路易五世和巴伐利亚的史蒂芬二世对此提出了抗议，宣称巴伐利亚在170年来都是维特尔斯巴赫王朝最早也是最主要的领地，因此巴伐利亚支系在选侯权力上应优于普法尔茨支系。巴伐利亚支系在被剥夺选侯权力后再次陷入领地支离破碎的局面。1356年，勃兰登堡边区被一个分离出的幼支继承；1373年，勃兰登堡边区最终归属给了卢森堡王朝。巴伐利亚分支直到1623年才重获选侯权力。
- 哈布斯堡王朝：哈布斯堡王朝是卢森堡王朝的世仇，也被排除除了选侯行列。这同样导致哈布斯堡王朝领地支离破碎，极大削弱了哈布斯堡的政治影响力。作为回应，奥地利公爵鲁道夫四世伪造了大特权，宣称根据神圣罗马皇帝腓特烈·巴巴罗萨旨意，奥地利升格为大公国—这是帝国内部封建体制下的特例—并使哈布斯堡王朝获得了一系列的特权，包括长子继承制。同时，尽管不被皇帝与其他诸侯承认，大特权仍在15世纪时由皇帝腓特烈三世追认。尽管如此，哈布斯堡王朝直至1526年继承波希米亚王国才获得选侯权力。

## 选举规程
《1356年金玺诏书》详细规定了选举皇帝的章程，明确列出在何时、何地、在哪些情况下，应该做些什么，由谁来做。这些程序不仅适用于选侯，也适用于举行选举的地点，例如法兰克福，以及选侯们为了到达选举地而路过的大小领地。东法兰克时期的传统认为皇帝选举和加冕典礼都应该在法兰克人的土地上举行。然而，法兰克福并不是在选帝过程中唯一的指定位置。金玺诏书规定加冕典礼应当在亚琛举行，而皇帝加冕后的首次帝国议会应当在纽伦堡召开。金玺诏书同时规定：选举应在三十天内结束，否则选侯们在作出最终决定前只能得到面包和水。

（译文）但是，如果他们在宣誓开始选举后三十天内没有选出罗马人的国王，从第三十天结束时起，他们只能以面包和水为生，并被禁止离开选举地（即法兰克福），直到选出新的皇帝。——《1356年金玺诏书》第2章第3节
除了规定选举的章程，《1356年金玺诏书》还对帝国内部一些细节性问题作出规定。例如，金玺诏书详细规定了皇帝出行时的排位顺序。其中比较主要的部分出现在第15章：查理四世明令禁止任何形式的，其意特指在中世纪欧洲，通过商业活动如雨后春笋般出现的城市联盟（即Städtebünde）及其他公共联盟。金玺诏书颁布后，绝大多数的城市联盟（Städtebünde）都自行解散了，但其中也不乏是被强行解散的。当这些城市之间以商业利益为目的重新建立同盟时，他们的政治影响力已大不如前。因此，通过《1356年金玺诏书》，帝国内诸侯贵族的力量大大增强，而城市的地位一落千丈。

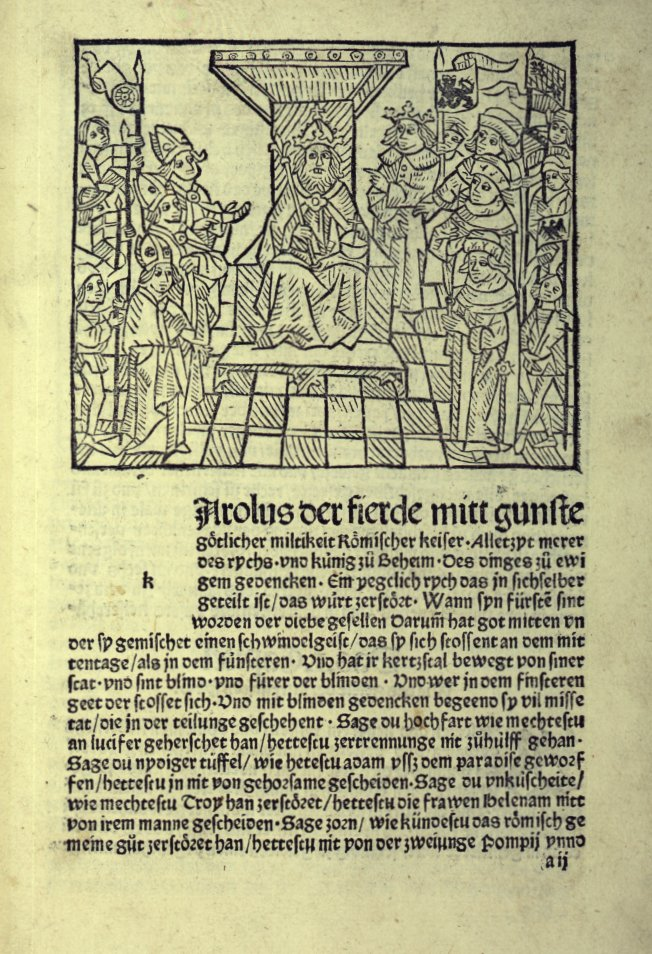
《1356年金玺诏书》古印本，使用早期现代中古德语，印刷于15世纪后期。现存耶拿大学。

教宗依諾增爵六世对《1356年金玺诏书》的制定及颁布几乎没有任何影响力，这对神圣罗马帝国王权与教权的关系产生了重要影响。查理四世仅仅制定了规程，以选举罗马人的国王，却只字不提教宗应对选举作出确认。然而，依諾增爵六世也没有对此提出抗议，因为他需要查理四世的支持，以在北意大利地区维斯孔蒂王朝。诺森六世一直与查理四世保持友好，直到前者于1362年逝世。

## 延伸阅读
- Boehm, Barbara Drake; Fajt, Jiří; Metropolitan Museum of Art (New York, N.Y.); Pražský hrad (Prague, Czech Republic). . New York: The Metropolitan Museum of Art. 2005  [2018-07-12]. ISBN 1588391612. （原始内容存档于2018-07-13）.

## 文献
- Bryce, James, The Holy Roman Empire (London: The Macmillan Company, A New Edition, 1978), 243.
- Chambers. D.S., Popes, Cardinals and War (London: I.B. Tauris, 2006), 28.
- Renouard, Yves, The Avignon Papacy 1305–1403 (Connecticut : Archon Books, 1970), 127.
- Heer, Friedrich, trans. Janet Sondheimer, The Holy Roman Empire (New York: Federick A. Praeger Publishers, 1968), 117.